# 倉田主税
倉田 主税（くらた ちから、1886年3月1日 - 1969年12月25日）は、日本の実業家。株式会社日立製作所元社長・会長、日本科学技術振興財団初代会長、毎日放送元取締役。
弟には俳人の神崎縷々、三井鉱山社長を務めた倉田興人がいる。

## 来歴・人物
福岡県宗像郡神興村（現・福津市）出身。小倉工業を経て仙台高等工業学校（現東北大学工学部）卒業。久原鉱業所日立製作所に入社し、日立鉱山より産出される銅を用いての電線自主製造確立に成功。電線事業確立後は電線工場の工場長に就任し、以降20年に渡り電線製造に携わる。
その後着任した笠戸工場工場長時に、公職追放された初代社長小平浪平以下16名の後を継いで、1947年に日立製作所二代目社長に就任。以降14年間社長を務める。社長歴任中に日本科学技術振興財団初代会長に就任、日立電線独立後は初代会長に就任した。更には日立製作所会長退任後、退職金を投じて財団法人国産技術振興会（現倉田記念日立科学技術財団）を設立するなど、産業の国産技術確立に貢献した。

## 略歴
- 1886年(明治19年) 生誕
- 1912年(明治45年) 久原鉱業所日立製作所に入社
- 1941年(昭和16年) 日立製作所取締役就任
- 1947年(昭和22年) 日立製作所社長に就任(二代目)
- 1956年(昭和31年) 日立電線設立と伴い初代会長に就任
- 1959年(昭和34年) 藍綬褒章受章[1]
- 1960年(昭和35年) 日本科学技術振興財団初代会長に就任。在職中にテレビ局(東京12チャンネル)を発足し、毎日放送とのネットワーク形成にも尽力する(1964年)
- 1961年(昭和36年) 日立製作所会長に就任。工学部創設を検討していた東洋大学へ渋沢敬三・竹村吉右衛門と共に出資し、川越キャンパスに工学部が創設。[2]
- 1968年(昭和43年) 修養団初代理事長に就任
- 1969年(昭和44年) 財団法人国産技術振興会(現倉田記念日立科学技術財団)を自らの退職金から出資して設立。[3]この年の12月に死去。